# King of Rock
King of Rock è il secondo album in studio del gruppo hip hop dei Run-D.M.C. (secondo la grafia adottata dal gruppo all'epoca), pubblicato nel 1985. Con questo album il trio di New York apportò notevoli cambiamenti sonori, introducendo basi di chitarra, basso e batteria di derivazione rock in molti brani, anticipando alcune tendenze musicali successive.

## Edizione del 2005
Nel 2005, per commemorare la scomparsa di Jam Master Jay, gli album dei Run DMC sono stati pubblicati nuovamente con tracce bonus.
La nuova edizione di King of Rock include la versione originale di Slow and Low, esclusa dalla track list del 1985 e resa famosa dai Beastie Boys; due esibizioni dal vivo (tra cui quella al Live Aid) e un remix di Jam Master Jammin'. Il brano "Roots, Rap, Reggae" fu uno dei primi pezzi rap a dimostrare espliciti collegamenti tra hip-hop e reggae, preannunciando la nascita di generi di fusione come il raggamuffin rap, che sorgerà un paio di anni dopo.

## Tracce
1. Rock the House
2. King of Rock
3. You Talk Too Much
4. Jam-Master Jammin'
5. Roots, Rap, Reggae
6. Can You Rock It Like This
7. You're Blind
8. It's Not Funny
9. Darryl and Joe (Krush-Groove 3)

## Tracce bonus dell'edizione "Deluxe"
1. Slow and Low (demo)
2. Together Forever (Krush-Groove 4) (live)
3. Jam-Master Jammin' (remix)
4. King of Rock (live al Live Aid)